# ГЭС Лянхэкоу
ГЭС «Лянхэкоу» (кит. 两河口水电站) — самая высокая гидроэлектростанция с каменно-земляной плотиной в Китае, расположена на реке Ялунцзян в уезде Яцзян Гардзе-Тибетского автономного округа провинции Сычуань на юго-западе Китая.
Высота тела плотины составляет 295 метров. ГЭС расположена на высоте трёх километров над уровнем моря. Объём водохранилища — 10,8 миллиардов кубических метров воды.
Установленная мощность три гигаватта. Планируется, что ежегодно будет вырабатываться 11 млрд кВт-ч электроэнергии. Стоимость проекта 66,5 миллиардов юаней.
Строительство гидротехнического комплекса было начато в октябре 2014 года. 29 сентября 2021 были введены в эксплуатацию первые два блока.
18 марта 2022 года был введён в промышленную эксплуатацию последний шестой блок.
Окончательный ввод в строй планируется к концу 2023 года.